# 106 Геркулеса
106 Геркулеса (лат. 106 Herculis, HD 168720) — одиночная звезда в созвездии Геркулеса на расстоянии приблизительно 383 световых лет (около 118 парсек) от Солнца. Видимая звёздная величина звезды — +4,938m.

## Характеристики
106 Геркулеса — красный гигант спектрального класса M0III, или M1III, или M3, или K5. Масса — около 1,045 солнечной, радиус — около 60,099 солнечных, светимость — около 414,06 солнечных. Эффективная температура — около 3700 K.

## Планетная система
В 2019 году учёными, анализирующими данные проектов HIPPARCOS и Gaia, у звезды обнаружена планета.